# Children on the Edge
Children on the Edge ist eine Wohltätigkeitsorganisation, die in erster Linie mit gefährdeten Kindern in Krisengebieten arbeitet, die ohne elterliche Fürsorge sind. Sitz der Organisation ist Chichester.

## Geschichte
Die Organisation wurde (zunächst unter dem Namen Romanean bzw. East-European Relief Drive) 1990 von Anita Roddick als Teil der Stiftung ihres Unternehmens The Body Shop gegründet. Nach dem Sturz des Ceaușescu-Regimes waren Fotos von den Zuständen in rumänischen Waisenhäusern um die Welt gegangen. Anita Roddick besuchte diese Heime und sammelte nach ihrer Rückkehr Freiwillige aus ihrem Wohnort Littlehampton, um nach Hălăucești im Norden der Republik Moldau zu gehen. In medizinischen Testreihen wurden 4.000 Kinder auf ihren Gesundheitszustand untersucht.
Aus der Aktion für rumänische Waisenkinder wurde eine weltumspannende Hilfsorganisation. 
Zunächst unterstützte der Verein drei Waisenhäuser in Rumänien; seit 1992 war die Gruppe auch in Albanien tätig. Mit ihrer Communications & Marketing-Chefin Elisabeth Weyermann reiste Roddick in den Kosovo und eröffnete eine Schule in Cabra, in der Nähe von Priština. 1994 wurde eine Schule für blinde Kinder in Sarajevo gegründet.
1999 kamen Tausende Kosovo-Flüchtlinge nach Südalbanien. Die Organisation hilft dort u. a. beim Wiederaufbau der Schulen und Gemeinden.
Die Organisation ist inzwischen auch  in Birma, Indonesien, Malaysia und Afrika tätig. Seit 2004 ist Children on the Edge eine unabhängig eingetragene Wohltätigkeitsorganisation.